# Ocnerogyia amanda
Ocnerogyia amanda is een vlinder uit de familie spinneruilen (Erebidae), onderfamilie donsvlinders (Lymantriinae). De wetenschappelijke naam van deze soort is voor het eerst geldig gepubliceerd in 1891 door Staudinger.
De soort komt voor in tropisch Afrika.